# Survivor Series (2019)
Survivor Series (2019) – gala wrestlingu wyprodukowana przez federację WWE dla zawodników z brandów Raw, SmackDown i NXT. Odbyła się 24 listopada 2019 w Allstate Arena w Rosemont w stanie Illinois. Emisja była przeprowadzana na żywo za pośrednictwem WWE Network oraz w systemie pay-per-view. Była to trzydziesta trzecia gala w chronologii cyklu Survivor Series.
Podczas gali odbyło się dziesięć walk, w tym trzy podczas pre-show. W walce wieczoru, NXT Women’s Champion Shayna Baszler pokonała Raw Women’s Champion Becky Lynch i SmackDown Women’s Champion Bayley poprzez submission w Champions Triple Threat matchu. NXT zdobyło dominację brandu, wygrywając cztery z siedmiu walk międzybrandowych; SmackDown wygrało dwa, podczas gdy jedyne zwycięstwo Raw miało miejsce podczas pre-show. Odbyły się także trzy walki który nie były międzybrandowe gdzie wszystkie trzy światowe mistrzostwa były bronione: Brock Lesnar pokonał Reya Mysterio w No Holds Barred matchu broniąc WWE Championship, "The Fiend" Bray Wyatt pokonał Daniela Bryana i obronił Universal Championship oraz Adam Cole obronił NXT Championship pokonując Pete’a Dunne’a.

## Produkcja
Survivor Series oferowało walki profesjonalnego wrestlingu z udziałem wrestlerów należących do brandów Raw, SmackDown oraz NXT. Oskryptowane rywalizacje (storyline’y) kreowane były podczas cotygodniowych gal Raw, SmackDown oraz NXT. Wrestlerzy są przedstawieni jako heele (negatywni, źli zawodnicy i najczęściej wrogowie publiki) i face’owie (pozytywni, dobrzy i najczęściej ulubieńcy publiki), którzy rywalizują pomiędzy sobą w seriach walk mających budować napięcie. Kulminacją rywalizacji jest walka wrestlerska lub ich seria.

### Tło
Survivor Series to gala, która występuje w WWE od 1987 roku. Była częścią wielkiej czwórki wraz z innymi sztandarowymi produkcjami WWE: WrestleManią, Royal Rumble i SummerSlam, czyli głównymi i pierwszymi wydarzeniami federacji. Wydarzenie od 2016 roku charakteryzuje się imiennymi walkami Survivor Series, w których oba brandy (Raw i SmackDown) rywalizują ze sobą. W innych latach na galach odbywały się również Survivor Series matche, ale zazwyczaj nie były to rywalizacje pomiędzy brandami, a rywalizacje pomiędzy stajniami lub wrestlerami stanowiącymi różne sojusze. We wrześniu 2019 NXT, wcześniej obszar rozwoju WWE, zadebiutował w USA Network, ugruntowując swój status trzeciej głównego brandu w WWE, a następnie został dodany do gali w 2019 w ramach rywalizacji brandów (wrestlerzy z NXT UK również pojawili się i byli zgrupowani pod parasolem NXT). Była to z kolei pierwsza gala Survivor z NXT i pierwsza od 2009 roku, w której pojawiła się trzeci duży brand. Dzięki dodaniu NXT była to pierwsza gala Survivor Series, w której odbyły się three-way Survivor Series elimination matche.
Oprócz Brand vs. Brand vs. Brand elimination matchy, na gali odbywają się również Champion vs. Champion vs. Champion matche, w których mistrzowie reprezentujący swój brand walczą ze sobą. Oto ówczesny format takich walk:
- United States Champion (Raw) vs. Intercontinental Champion (SmackDown) vs. NXT North American Champion
- Raw Women’s Champion vs. SmackDown Women’s Champion vs. NXT Women’s Champion
- Raw Tag Team Champions vs. SmackDown Tag Team Champions vs. NXT Tag Team Champions

NXT Cruiserweight Championship broniony był w Triple Threat matchu przeciwko rywalom z przeciwnych brandów. Podczas rozmowy medialnej z NXT TakeOver: WarGames, dyrektor operacyjny WWE i szef NXT, Triple H, powiedział, że mówi się o rozegraniu Triple Threat matchu pomiędzy WWE Championem z Raw, Universal Championdm ze SmackDown i NXT Championem, ale ze względu na storyline pomiędzy WWE Championem Brockiem Lesnarem a Reyem Mysterio czuli, że ich walka musi się odbyć na tej gali. Powiedział również, że Universal Champion "The Fiend" Bray Wyatt lepiej by sprawdził się w swoim storyline.

### Rywalizacje
30 września na odcinku Raw, Brock Lesnar brutalnie zaatakował Reya Mysterio, a także jego syna, Dominika, który siedział w pierwszym rzędzie. Po tym, jak Lesnar zdobył WWE Championship podczas SmackDown's 20th Anniversary, kontuzjowany Mysterio pojawił się wraz z ojcem chrzestnym Dominika i byłym rywalem Lesnara z Ultimate Fighting Championship, Cainem Velasquezem, który zaatakował Lesnara. Na Crown Jewel, Lesnar zachował mistrzostwo przeciwko Velasquezowi poprzez submission i kontynuował zakładanie ruchu Kimura po zakończeniu walki, dopóki Mysterio nie zaatakował Lesnara krzesłem. Lesnar odparł Mysterio, który zemścił się, uderzając Lesnara wielokrotnymi uderzeniami krzesłem, zmuszając go do odwrotu. Na następnym SmackDown, Lesnar zrezygnował ze SmackDown, aby przenieść się na Raw (z WWE Championship) w celu zemsty na Mysterio, który został przeniesiony na Raw. Na następnym odcinku Raw, Lesnar zaatakował pracowników w poszukiwaniu Mysterio, w tym komentatora Dio Maddina, na którego wykonał F-5 na stół komentatorski. Następnie pojawił się Mysterio, uderzył Lesnara stalową rurą, a później wyzwał go na pojedynek o WWE Championship na Survivor Series, który został oficjalnie potwierdzony. 18 listopada na Raw, adwokat Lesnara Paul Heyman zasugerował stypulację walki No Holds Barred match, a Mysterio się zgodził.
Na Crown Jewel, wrestler SmackDown "The Fiend" Bray Wyatt wygrał Universal Championship, który należał do brandu Raw, tym samym przenosząc tytuł na SmackDown. Na backstage’u podczas odcinka SmackDown z 8 listopada, gdy Sami Zayn próbował przekonać Daniela Bryana do dołączenia do jego frakcji, pojawił się "The Fiend" i zaatakował Bryana Mandible Claw. Podczas segmentu "Miz TV" w następnym tygodniu, Wyatt (jako jego normalne ja) szydził z Bryana, szydząc z jego byłej osobowości "Yes Movement". W odpowiedzi Bryan wyzwał Wyatta na walkę o Universal Championship na Survivor Series, a Wyatt przyjął, ale Bryan walczył z alter ego Wyatta "The Fiend".
19 listopada ogłoszono, że Adam Cole będzie bronił NXT Championship na Survivor Series. Jego przeciwnikiem był określany przez Triple Threat match, który miał miejsce na TakeOver: WarGames noc przed Survivor Series, gdzie Pete Dunne pokonał Damiana Priesta i Killiana Daina aby zdobyć title shota. To był pierwszy raz, kiedy NXT Championship miało być bronione na głównej karcie gali Survivor Series.
1 listopada na odcinku SmackDown, po tym jak Bayley pokonała Nikki Cross i utrzymała SmackDown Women’s Championship z powodu ingerencji Sashy Banks, pojawiła się NXT Women’s Champion Shayna Baszler i zaatakowała całą trójkę. Podczas wywiadu siedzącego na następnym Raw, Charly Caruso poinformował Raw Women’s Champion Becky Lynch, że zmierzy się z Baszler i Bayley w non-title Triple Threat matchu na Survivor Series, po czym pojawiła się Baszler i skonfrontowała się z Lynch. W ciągu następnych tygodni cała trójka atakowała się nawzajem.
Przed odcinkiem NXT z dnia 6 listopada The O.C. z Raw (AJ Styles, Luke Gallows i Karl Anderson) zaatakowali NXT i zaatakowali The Undisputed Era (Adam Cole, Bobby Fish, Kyle O’Reilly, and Roderick Strong). 11 listopada na odcinku Raw, na Survivor Series ogłoszono non-title Triple Threat match pomiędzy United States Championem AJ Stylesem, Intercontinental Championem Shinsuke Nakamurą i North American Championem Roderickiem Strongiem. Po walce Tag Team, która odbyła się 22 listopada na odcinku SmackDown, cała trójka pokłóciła się ze sobą.
4 listopada na odcinku Raw, non-title Triple Threat Tag Team match pomiędzy Raw Tag Team Champions The Viking Raiders (Erik i Ivar), SmackDown Tag Team Champions The Revival (Scott Dawson i Dash Wilder) oraz NXT Tag Team Champions The Undisputed Era (Bobby Fish i Kyle O’Reilly) został zaplanowany na Survivor Series. Jednak 8 listopada na odcinku SmackDown The New Day (Big E i Kofi Kingston) pokonali The Revival i wygrali SmackDown Tag Team Championship, tym samym zastępując ich w walce. Podczas rewanżu w następnym tygodniu The Undisputed Era zaatakował SmackDown i ingerował, co kosztowało The Revival walkę.
8 listopada na odcinku SmackDown, Michael Cole ogłosił, że Sasha Banks została kapitanem kobiecej drużyny SmackDown. Później tego samego wieczoru Carmella i Dana Brooke pokonały Fire & Desire (Mandy Rose i Sonya Deville), aby zakwalifikować się do drużyny po przełożeniu walki z powodu ataku na backstage’u Bianci Belair z NXT w poprzednim tygodniu, który doprowadził do walki w której Rhea Ripley i Tegan Nox pokonując Fire & Desire. 14 listopada WWE.com ogłosiło Lacey Evans jako czwartą członkinię Team SmackDown, a następnie 17 listopada Nikki Cross po tym, jak Cross, która pierwotnie miała zmierzyć się z Bayley w walce kwalifikacyjnej, zdobyła przypięcie w Eight-woman Tag Team matchu, który odbył się 15 listopada na odcinku SmackDown. 18 listopada na odcinku Raw, Charlotte Flair została ogłoszona kapitanem Team Raw, a Natalya, Sarah Logan i WWE Women’s Tag Team Champions The Kabuki Warriors (Asuka i Kairi Sane) ujawniły się później jako pozostałe członkinie drużyny tej nocy. Po walce Tag Teamowej tej samej nocy, w którym Flair i Becky Lynch zmierzyły się z The IIconics (Billie Kay i Peyton Royce), te ostatnie były niezadowolone, ponieważ nie zostały wybrane do Team Raw, Shayna Baszler z NXT, Marina Shafir i Jessamyn Duke zaatakowały kobiety. 22 listopada na odcinku SmackDown, Rhea Ripley została ujawniona jako kapitan Team NXT. Później tej nocy Ripley pokonała Flair i Banks w Triple Threat matchu, a po walce doszło do bójki ze wszystkimi kobietami z trzech brandów. Po zakończeniu TakeOver: WarGames Ripley wybrał Candice LeRae, Biancę Belair, Io Shirai i Toni Storm (z NXT UK) jako pozostałe członkinie Team NXT.
8 listopada WWE.com ogłosiło, że Seth Rollins został wybrany na kapitana męskiej drużyny Team Raw, a Kevin Owens, Ricochet, Randy Orton i Drew McIntyre ujawnili się jako pozostali członkowie drużyny podczas 11 listopada odcinka Raw. 12 listopada na odcinku WWE Backstage, Roman Reigns został ujawniony jako kapitan Team SmackDown, a Mustafa Ali (wcześniej znany jako Ali), Braun Strowman, King Corbin i Shorty G również zostali ogłoszeni jako członkowie drużyny. Szef NXT, Triple H, próbował przekonać Rollinsa i Owensa do opuszczenia Raw i powrotu do NXT, gdzie rozpoczęli swoją karierę w WWE. Obaj odrzucili oferty, co doprowadziło do tego, że NXT atakowało członków Raw, a także tych ze SmackDown. Na zakończenie odcinka Raw z 18 listopada, Triple H zaprosił członków Raw i SmackDown na kolejny odcinek NXT, gdzie wybuchła wielka bójka między wszystkimi trzema brandami. Wszyscy członkowie Raw, SmackDown i NXT ponownie zaczęli walczyć po zakończeniu Six-man Tag Team matchu, który odbył się 22 listopada na odcinku SmackDown. Triple H, Shawn Michaels i Road Dogg poprowadzili skład NXT w inwazji na SmackDown, odtwarzając sposób, w jaki D-Generation X próbował zaatakować Monday Nitro w World Championship Wrestling w 1998 roku za pomocą czołgu. Po zakończeniu TakeOver: WarGames, Triple H ogłosił, że Shawn Michaels ujawni członków Team NXT podczas Survivor Series Kickoff.

## Wyniki walk
| Nr                                                                   | Wyniki | Stypulacje                                                         | Czas  |
| -------------------------------------------------------------------- | --- | ------------------------------------------------------------------ | ----- |
| 1P                                                                   | Dolph Ziggler i Robert Roode (SmackDown) wygrali eliminując jako ostatnich Street Profits (Angelo Dawkinsa i Monteza Forda) (Raw) | 10-team Interbrand Tag Team Battle Royal                           | 8:20  |
| 2P                                                                   | Lio Rush (c) (NXT) pokonał Akirę Tozawę (Raw) i Kalisto (SmackDown) | Interbrand Triple Threat match o NXT Cruiserweight Championship    | 8:20  |
| 3P                                                                   | The Viking Raiders (Erik i Ivar) (Raw Tag Team Champions) pokonali The New Day (Big E i Kofiego Kingstona) (SmackDown Tag Team Champions) oraz The Undisputed Era (Bobby’ego Fisha i Kyle’a O’Reilly’ego) (NXT Tag Team Champions)                                                  | Champions Triple Threat Tag Team match                             | 14:35 |
| 4                                                                    | Team NXT (Rhea Ripley, Bianca Belair, Candice LeRae, Io Shirai i Toni Storm) pokonały Team Raw (Charlotte Flair, Natalyę, Asukę, Kairi Sane i Sarah Logan) oraz Team SmackDown (Sashę Banks, Carmellę, Danę Brooke, Lacey Evans i Nikki Cross)Eliminacje                            | Żeński 5-on-5-on-5 Survivor Series Triple Threat elimination match | 28:00 |
| 5                                                                    | Roderick Strong (NXT North American Champion) pokonał AJ Stylesa (United States Champion) i Shinsuke Nakamurę (Intercontinental Champion) (z Sami Zaynem) | Champions Triple Threat match                                      | 16:45 |
| 6                                                                    | Adam Cole (c) pokonał Pete’a Dunne’a | Singles match o NXT Championship                                   | 14:10 |
| 7                                                                    | "The Fiend" Bray Wyatt (c) pokonał Daniela Bryana | Singles match o WWE Universal Championship                         | 10:10 |
| 8                                                                    | Team SmackDown (Roman Reigns, Braun Strowman, King Corbin, Mustafa Ali i Shorty G) pokonali Team Raw (Setha Rollinsa, Drew McIntyre’a, Kevina Owensa, Randy’ego ortona i Ricocheta) oraz Team NXT (Tommaso Ciampę, Damiana Priesta, Matta Riddle’a, Keitha Lee i Waltera)Eliminacje | Męski 5-on-5-on-5 Survivor Series Triple Threat elimination match  | 31:00 |
| 9                                                                    | Brock Lesnar (c) (z Paulem Heymanem) pokonał Reya Mysterio | No Holds Barred match o WWE Championship                           | 7:00  |
| 10                                                                   | Shayna Baszler (NXT Women’s Champion) pokonała Becky Lynch (Raw Women’s Champion) i Bayley (SmackDown Women’s Champion) poprzez submission | Champions Triple Threat match                                      | 18:10 |
| (c) – mistrz/mistrzyni przed walkąP – walka miała miejsce w pre-show | |                                                                    |       |

Uwagi
1. ↑  Kolejność eliminacji: The Forgotten Sons (Steve Cutler i Wesley Blake) (NXT), Lucha House Party (Gran Metalik i Lince Dorado) (SmackDown), Curt Hawkins i Zack Ryder (Raw), Imperium (Fabian Aichner i Marcel Barthel) (NXT), Heavy Machinery (Otis i Tucker) (SmackDown), Breezango (Fandango i Tyler Breeze) (NXT), The Revival (Dash Wilder i Scott Dawson) (SmackDown), i The O.C. (Karl Anderson i Luke Gallows) (Raw).

### Eliminacje w Survivor Series matchach

#### Żeński Survivor Series match
| Nr. eliminacji | Wrestlerka                                        | Drużyna                                           | Wyeliminowana przez                               | Metoda eliminacji                                            | Czas                                              |
| -------------- | ------------------------------------------------- | ------------------------------------------------- | ------------------------------------------------- | ------------------------------------------------------------ | ------------------------------------------------- |
| 1              | Nikki Cross                                       | SmackDown                                         | Biancę Belair                                     | Przypięta ruchem roll-up                                     | 9:38                                              |
| 2              | Sarah Logan                                       | Raw                                               | Biancę Belair                                     | Przypięta po otrzymaniu 450 Splash                           | 12:11                                             |
| 3              | Carmella                                          | SmackDown                                         | Charlotte Flair                                   | Przypięta po otrzymaniu Natural Selection                    | 15:38                                             |
| 4              | Kairi Sane                                        | Raw                                               | Sashę Banks                                       | Przypięta po otrzymaniu Meteora                              | 16:48                                             |
| 5              | Dana Brooke                                       | SmackDown                                         | Asukę                                             | Przypięta po otrzymaniu kopnięcia w twarz                    | 17:25                                             |
| 6              | Charlotte Flair                                   | Raw                                               | Lacey Evans                                       | Przypięta po otrzymaniu Woman’s Right                        | 19:03                                             |
| 7              | Asuka                                             | Raw                                               | –                                                 | Opuściła ring                                                | 19:08                                             |
| 8              | Lacey Evans                                       | SmackDown                                         | Natalyę                                           | Przypięta ruchem Schoolboy                                   | 19:50                                             |
| 9              | Toni Storm                                        | NXT                                               | Natalyę i Sashę Banks                             | Odklepała po założeniu dźwigni Sharpshooter i Bank Statement | 20:47                                             |
| 10             | Bianca Belair                                     | NXT                                               | Sashę Banks                                       | Przypięta po otrzymaniu kombinacji spinebuster/clothesline   | 21:16                                             |
| 11             | Natalya                                           | Raw                                               | Sashę Banks                                       | Przypięta po otrzymaniu ciosu pięścią w twarz                | 21:58                                             |
| 12             | Sasha Banks                                       | SmackDown                                         | Rheę Ripley                                       | Przypięta po otrzymaniu Riptide                              | 28:00                                             |
| Zwyciężczynie: | Candice LeRae, Io Shirai i Rhea Ripley (Team NXT) | Candice LeRae, Io Shirai i Rhea Ripley (Team NXT) | Candice LeRae, Io Shirai i Rhea Ripley (Team NXT) | Candice LeRae, Io Shirai i Rhea Ripley (Team NXT)            | Candice LeRae, Io Shirai i Rhea Ripley (Team NXT) |

#### Męski Survivor Series match
| Nr. eliminacji | Wrestler                      | Drużyna                       | Wyeliminowany przez           | Metoda eliminacji                                  | Czas                          |
| -------------- | ----------------------------- | ----------------------------- | ----------------------------- | -------------------------------------------------- | ----------------------------- |
| 1              | Walter                        | NXT                           | Drew McIntyre’a               | Przypięty po otrzymaniu Claymore                   | 2:57                          |
| 2              | Shorty G                      | SmackDown                     | Kevina Owensa                 | Przypięty po otrzymaniu Frog Splash                | 6:26                          |
| 3              | Kevin Owens                   | Raw                           | Tommaso Ciampę                | Przypięty po otrzymaniu Spike DDT                  | 7:40                          |
| 4              | Damian Priest                 | NXT                           | Randy’ego ortona              | Przypięty po otrzymaniu RKO                        | 10:14                         |
| 5              | Randy Orton                   | Raw                           | Matta Riddle’a                | Przypięty ruchem roll-up                           | 10:28                         |
| 6              | Matt Riddle                   | NXT                           | Kinga Corbina                 | Przypięty po otrzymaniu RKO od Ortona              | 10:52                         |
| 7              | Braun Strowman                | SmackDown                     | –                             | Wyliczenie poza ringowe                            | 13:14                         |
| 8              | Ricochet                      | Raw                           | Kinga Corbina                 | Przypięty po otrzymaniu End of Days                | 14:30                         |
| 9              | Mustafa Ali                   | SmackDown                     | Setha Rollinsa                | Przypięty po otrzymaniu The Stomp                  | 16:10                         |
| 10             | Drew McIntyre                 | Raw                           | Romana Reignsa                | Przypięty po otrzymaniu Spear                      | 17:37                         |
| 11             | King Corbin                   | SmackDown                     | Tommaso Ciampę                | Przypięty po otrzymaniu Spear od Reignsa           | 19:55                         |
| 12             | Tommaso Ciampa                | NXT                           | Setha Rollinsa                | Przypięty po otrzymaniu The Stomp                  | 25:37                         |
| 13             | Seth Rollins                  | Raw                           | Keitha Lee                    | Przypięty po otrzymaniu Fireman’s Carry Jackhammer | 28:11                         |
| 14             | Keith Lee                     | NXT                           | Romana Reignsa                | Przypięty po otrzymaniu Spear                      | 31:00                         |
| Zwycięzca:     | Roman Reigns (Team SmackDown) | Roman Reigns (Team SmackDown) | Roman Reigns (Team SmackDown) | Roman Reigns (Team SmackDown)                      | Roman Reigns (Team SmackDown) |